# گلنار عدیلی
گلنار عدیلی (۱۹۷۶ ویرجینیا) هنرمند ایرانی-آمریکایی است که در نیویورک فعالیت می‌کند. بخش اعظم آثار او تحت تأثیر محیط رشد او در ایران پس از انقلاب شکل گرفته‌است.

## سرگذشت
عدیلی در ویرجینا به دنیا آمد، اما در سن ۴ سالگی خانواده اش به ایران بازگشتند.پدرومادر او فعالین سیاسی بودند و پدرش بعد از بازگشت به ایران مجبور به ترک دوباره ایران شدند.او اما تا ۱۸ سالگی در ایران ماند و سپس برای ادامه تحصیل به آمریکا بازگشت. در سال ۱۹۹۸ از دانشگاه ویرجینیا و در سال ۲۰۰۶ از دانشگاه میشیگان فارغ‌التحصیل شد.

## نمایشگاه‌ها
- 2016 – "Language Landscape," Kentler International Drawing Space, Brooklyn, New York[۵]
- 2014 – "Good News From Iran", Pasinger Fabrik-Munich, Munich, Germany[۶]
- 2013 – "Art on Paper + 1", The Brussels Contemporary Drawing Fair, Galeri Coullaud and Koulinsky, Paris, France[۷]
- 2013 – "Displacement", Craft and Folk Art Museum, Los Angeles, California[۷]
- 2011 – "Forged Patterning: Solo Show", Aun Gallery, Tehran, Iran[۷]